# Antapistis phoenicistes
Antapistis phoenicistes là một loài bướm đêm trong họ Noctuidae.